# Rosihan Anwar
Rosihan Anwar (10. maj 1922 i Kubang Nan Dua, Vestsumatra – 14. april 2011) var en anerkendt journalist og forfatter fra Indonesien.
Anwar har skrevet mange artikler i flere både lokale og udenlandske medier. Anwar var en af grundlæggerne af National Film Company. Anwar var meget kendt som forfatter, og har udgivet 30 bøger og skrevet hundredvis af artikler i forskjllige aviser, hvoraf de meste blev skrevet på indonesisk. Den sidste bog han skrev var Petite Histoire Indonesia. Rosihan Anwar døde i Jakarta den 14. april 2011, af hjertesvigt på grund af alderdom.